# 丽园街道
丽园街道，是中华人民共和国新疆维吾尔自治区哈密市伊州区下辖的一个乡镇级行政单位。

## 行政区划
丽园街道下辖以下地区：
前进西路社区、七一路社区、丽园社区、建设路社区、八一路社区、友谊社区、新西村和西郊农场。